# Acer acuminatum
Acer acuminatum är en kinesträdsväxtart som beskrevs av Nathaniel Wallich och David Don. Acer acuminatum ingår i släktet lönnar, och familjen kinesträdsväxter. Inga underarter finns listade i Catalogue of Life.